# Mực khô

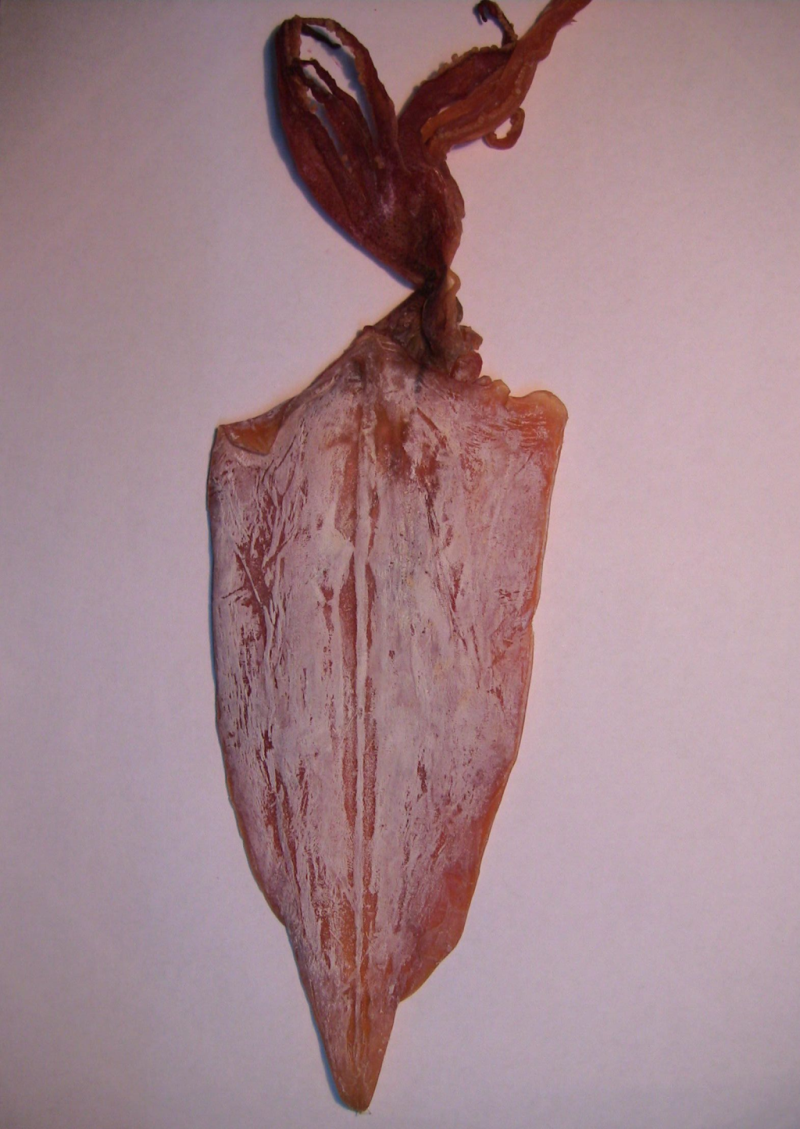
Mực khô

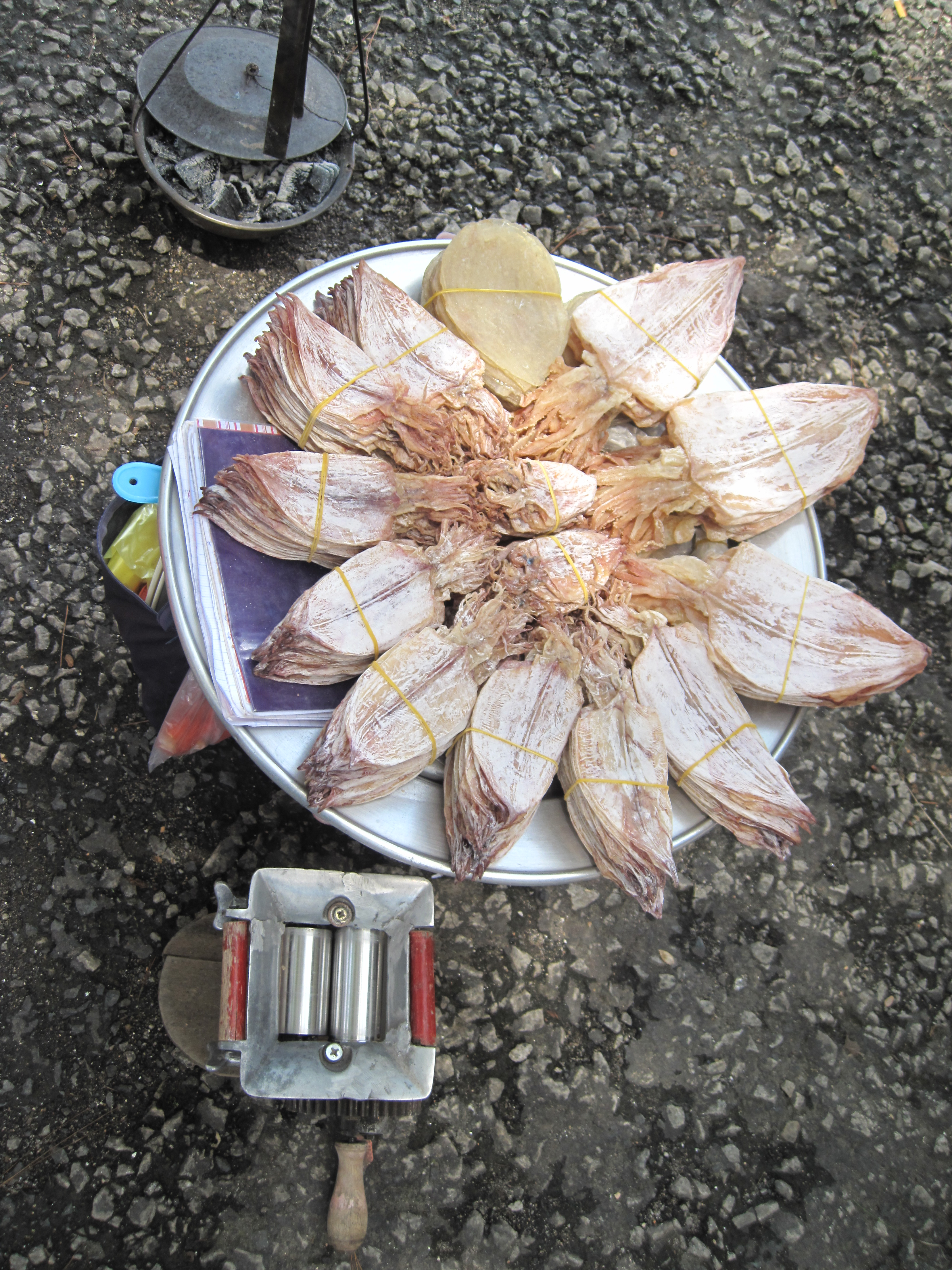
Mực khô ở Đà Lạt

Mực khô hay còn gọi là khô mực là một món ăn đặc trưng của ẩm thực Việt Nam được chế biến từ nguyên liệu là những con mực bằng phương pháp sấy khô hoặc phơi nắng. Sau khi đánh bắt những con mực còn tươi rói, người ta sẽ cắt con mực để banh ra, lấy hết cơ quan phủ tạng, nang mực... chỉ để lại phần thân và phần đầu rồi đem phơi nắng hoặc sấy khô cho đến khi con mực trở nên khô và cứng.
Mực khô có thể ở dạng nguyên con hoặc xé tơi thành từng sợi nhỏ. Món mực khô đặc biệt thông dụng, giữ được lâu, chế biến thành nhiều món ngon và là đặc sản tại một số vùng nhất là các vùng biển và được du khách mang về như một món quà, đặc biệt là món mực một nắng (mực ải). Mực khô rất thích hợp trong các dịp nhậu đặc biệt là mực khô nướng và dùng chung với bia.

## Chất lượng sản phẩm
Thành phần dinh dưỡng trong 100g ăn được của mực khô: 291 calo, 32,6g nước, 60,1g chất đạm, 4,5g chất béo, 2,5g chất đường bột, 0g chất xơ. Trong mực có chứa một số chất khoáng vi lượng rất quý như sắt, kẽm, 
mangan, selen... và cả hormon nam testosterone
Một con mực khô hay khô mực đảm bảo chất lượng, thơm ngon khi đáp ứng một số yêu cầu sau:
Về màu mực: Mực khô được phơi khi còn tươi sẽ có bụng màu trắng, lưng màu hồng nhạt tự nhiên và những chấm đen mờ thể hiện đúng với da của mực, mùi không tanh hay dính ướt tay. Mực khô ngon khi nướng lên, xé ra thịt bên trong cũng hồng nhạt và dẻo, dai, không vụn. Nếu là màu trắng bệch thì dễ là mực ươn đem phơi khô.
Về bề ngoài, thân mực thẳng và mình dày: Mực khô được phơi theo 2 hình thức phơi trên phiên và phơi treo. Mực khô phơi treo thường có thân thẳng mình dày (thường mực câu được phơi kiểu này), mực khô cào thường được phơi trên phiên nên mình mỏng. Mực câu ngon hơn mực cào nên có giá cao hơn. Thân thẳng, mình dày là một trong những đặc điểm rất dễ nhận biết mực khô ngon.
Về mùi vị, mùi không tanh, khi đụng vào không thấy ướt tay. Thân mực phải khô, không lưu lại mùi tanh trên tay. Đây là đặc điểm về mực khô rất quan trọng và dễ nhận biết. Về phần đầu, đầu mực khô, mực khô ngon có đầu phải gắn liền và chắc vào thân mực, râu còn nhiều có màu trắng hồng, thẳng.
Không ăn đồ mực khô rong, quà đêm vỉa hè vì dễ ăn phải mực kém chất lượng. Mực kém chất lượng hay có đốm đỏ thâm ở thân, lưng, hai mặt có những nốt màu đỏ nhạt. Đối với mực khô thượng hạng thì mực phải nguyên con mình chắc, bóng sạch, thịt dày, màu hồng sáng, to vừa phải, sờ còn hơi ẩm, đượm mùi mặn, tanh. Mực một nắng ngon, ngọt, chọn con vừa phải, mình dày có lớp cám, màu hồng tươi.

## Bảo quản và chế biến

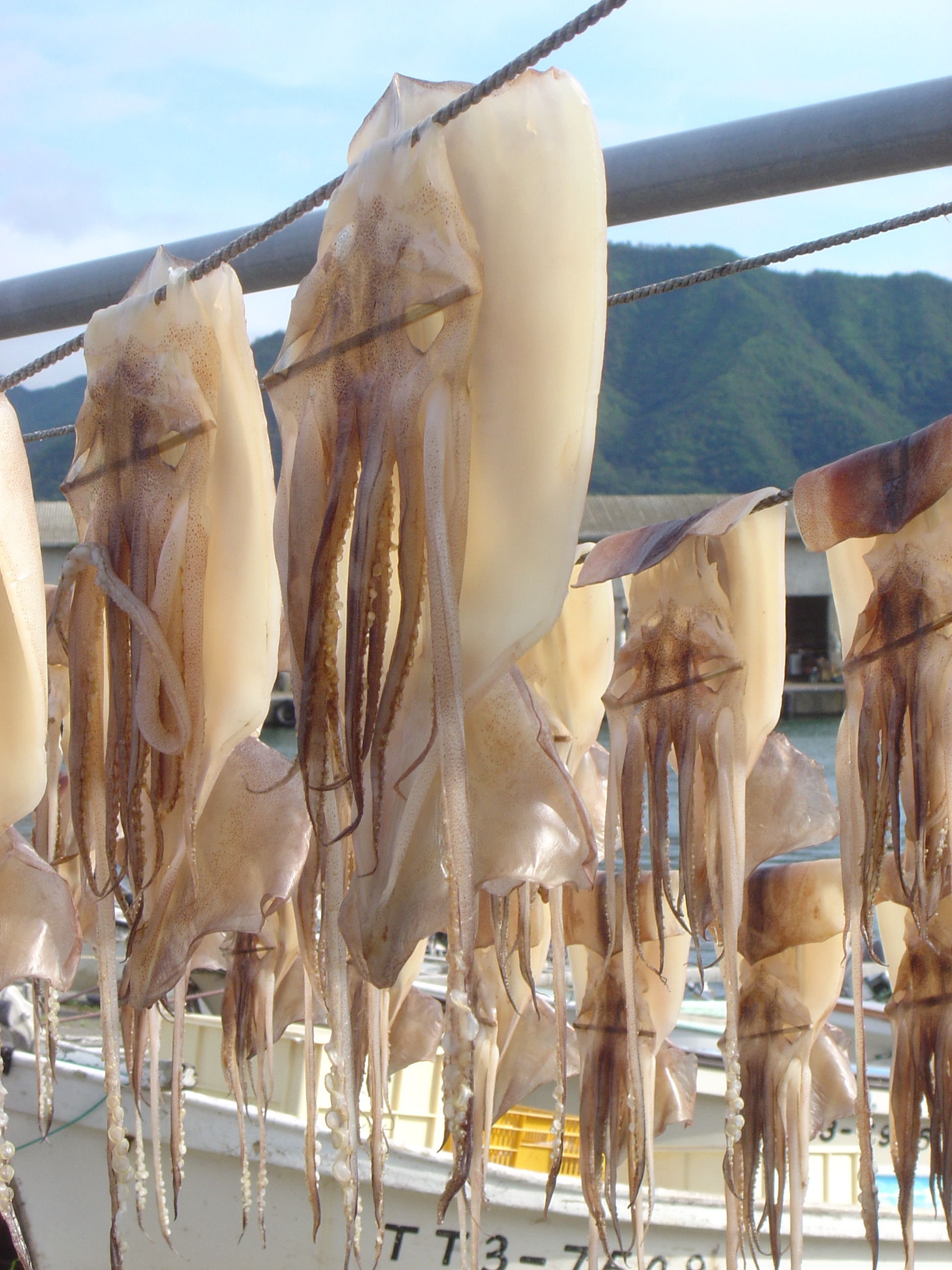
Chế biến mực khô

Khi mua mực về, nếu không ăn ngay thì phải bảo quản nếu không mực sẽ nhanh chóng bị giảm chất lượng và mốc, không ăn được. Việc bảo quản bằng những phương pháp đơn giản sau:
- Dùng báo bọc kín mực khô, cho vào túi li lon đóng kín và bỏ vào ngăn đá tủ lạnh với nhiệt độ tốt nhất là -18 độ C.
- Nên sử dụng mực khô trong vòng 4 tháng khi mua về. Khoảng 3 hoặc 4 tuần bạn nên lấy chúng ra phơi nắng trong 10-15 phút.
- Không để chung mực khô với các sản phẩm tươi.
- Nướng mực bằng cồn 90 độ là ngon nhất. Nướng lửa than không để lửa to vì sẽ chín ngoài, sống trong.[3]

Món phổ biến nhất với mực khô đó là mực nướng, mực khô nướng vừa thơm, vừa ngon, lại luôn được dùng để tiếp khách ngoài ra còn có món mực khô xào dứa, Khô mực chiên bơ, món cháo mực ở Sài Gòn Người Bắc hay làm món mực rối, với các nguyên liệu như trứng, giò lụa, tôm khô, thịt gà, nước dùng gà, xu hào, cà rốt, su su.

## Cảnh báo
Hiệp hội người tiêu dùng bang Penang Malaysia (CAP) kêu gọi người tiêu dùng nhịn ăn mực khô vì các cuộc kiểm tra do cơ quan này tiến hành đã phát hiện loại thức ăn này chứa một hàm lượng độc tố cadmium khá cao (hàm lượng cadmium chứa trong các mẫu thử dao động từ 0,33 đến 4,33 phần triệu (ppm) trong khi theo tiêu chuẩn thực phẩm quốc gia Malaysia năm 1985 thì hàm lượng chất này không được vượt quá 1,00 ppm). Cadmium là nguyên nhân làm tăng tỉ lệ người mắc bệnh ung thư vú và ung thư tiền liệt tuyến.
Ngoài ra, với món mực nướng bằng cồn, nếu sơ suất có thể gây ra tai nạn gây nên nhiều bi kịch bởi không ít người đã bị bỏng lửa cồn do nướng mực. Nhiều trường hợp bỏng nặng không phải là người trực tiếp nướng mực khô, phần lớn là đứng, ngồi đối diện xem nướng mực, hoặc được người nướng mực nhờ đổ thêm cồn vào khi cồn đang cháy. Bất ngờ ngọn lửa xanh bùng lên, họ hoảng hốt khiến lọ cồn đổ, lửa càng lan rộng, do lửa cồn màu xanh, khó nhìn thấy nên nhiều khi lửa vẫn cháy mà người nướng mực tưởng đã tắt nên đổ thêm, lửa bùng càng nhanh và mạnh bất ngờ làm họ mất bình tĩnh để xử lý.
Có người thấy lửa bùng to, lại đổ nước lạnh vào càng làm đám cháy lan rộng, bệnh nhân hoảng sợ nên trượt chân ngã, cồn bén sang gây bỏng toàn bộ phần mặt, cổ, ngực, bụng và chân tay… Do bất cẩn nên nhiều người đã bị bỏng nặng khi nướng mực. Bỏng cồn thường gây biến chứng nặng trên diện rộng cơ thể, đặc biệt nặng hơn ở vùng đường hô hấp.
Khuyến cáo của Viện bỏng Quốc gia Việt Nam cho rằng không nên dùng cồn lỏng để nướng mực khô, cá khô. Nếu dùng cồn lỏng để nướng, hãy kiểm tra ngọn lửa thật kỹ, khi nó tắt hẳn mới tiếp thêm cồn. Dùng lọ cồn nhỏ, không dùng chai cồn hay can cồn lớn để tiếp. Trẻ em không nên đứng xem nướng mực, nướng cá bằng cồn.

## Mực khô giả

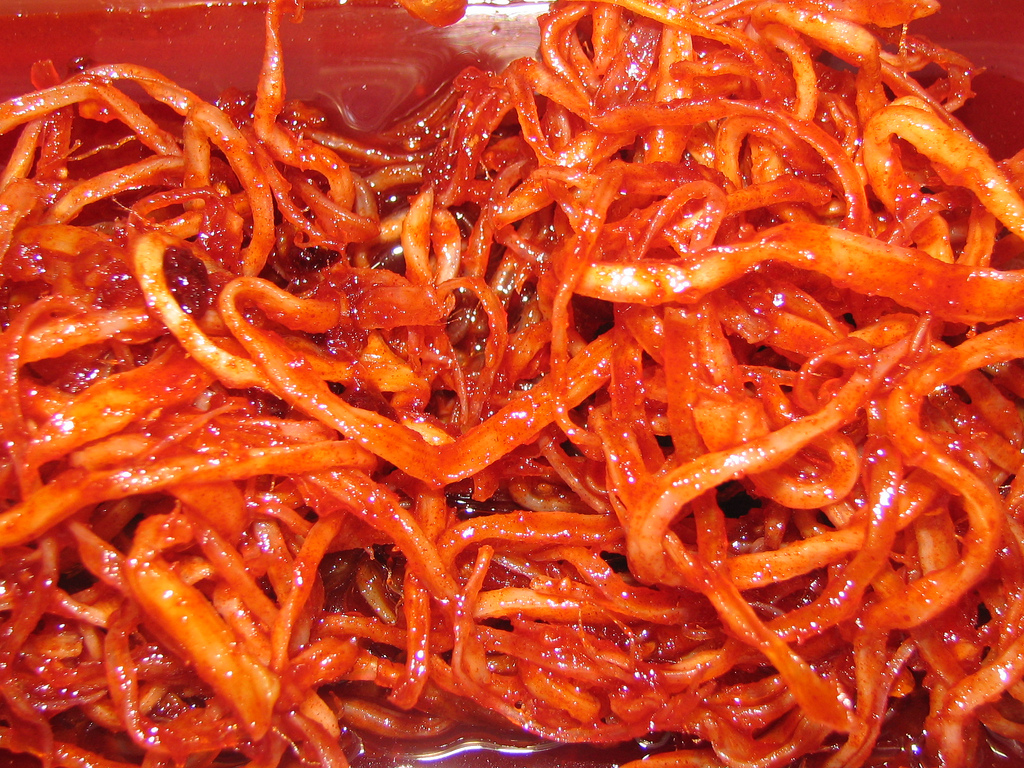
Mực khô xé sợi

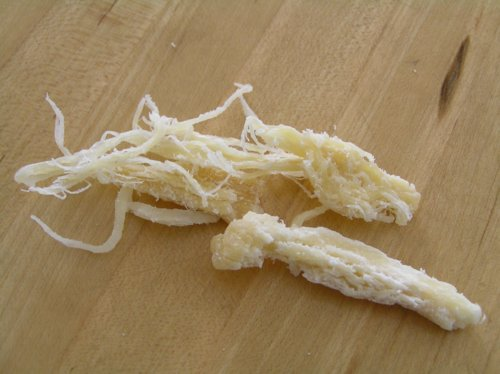
Mực khô xé sợi

Vì món mực khô thông dụng và được tiêu thụ nhiều nên trên thị trường ở Việt Nam xuất hiện nhiều món mực khô giả để đánh lừa người tiêu dùng, mực khô giả có thể ở nhiều dạng như cùng là loại mực nhưng kém chất lượng hơn, hoặc sử dụng một loại mực khác thậm chí là sử dụng nguyên liệu khác có hại cho sức khỏe như cao su để chế biến thành món mực khô.

### Tại Hải Phòng
Ở vùng Cát Bà, xuất hiện mực khô giả nguyên con, Khi nướng lên, có con màu tía như rau dền, ăn thấy có vị khác lạ, và không có vị ngọt của mực, nhai kỹ thì thấy bã, xơ. Khi so sánh với cá mực khô thật thì những con mực khô này nhỏ hơn, hình thù gần giống lá trầu. Phần phía đuôi mực khô dễ dàng bóc ra do được dính bằng keo. Quan sát kỹ, phần râu mực không có độ quăn tự nhiên như mực bình thường, không có mắt mực và hạch mực tự nhiên. Khi đem nướng, thì cá mực lạ có màu đỏ sậm hơn hoặc trắng đục hơn, nhưng râu mực không cong vào tự nhiên mà thẳng, không có đường vẩy dài ở sống giữa như mực bình thường.
Khi xé ra, mực bông hơn mực bình thường. Đặc biệt khi nướng, cá mực này không cong vào tự nhiên mà vẫn thẳng như lúc để khô, không cháy từ ngoài vào trong như cá mực bình thường. đây là mực khô lậu từ Trung Quốc, giá bán rẻ hơn một nửa so với mực khô Cát Bà. Chính vì vậy, nhiều người kinh doanh mua về để trà trộn lẫn cá mực khô xịn của Cát Bà bán cho khách du lịch.
Theo kết luận sơ bộ thì đây không phải là mực khô tự nhiên mà hàm lượng xenlulo vượt quá chỉ tiêu cho phép, các loại mực khô này được chế biến từ thịt cá xay, có thể là cá vụn hoặc xenlulo là một nguyên liệu được tổng hợp từ tinh bột hoặc từ nhiều nguồn bã nguyên liệu khác nhau như củ sắn dây, bột sắn. Vì khi bị đốt, mực khô nguyên con thường quăn lại, cháy sun từ ngoài vào, còn loại mực khô kém chất lượng, mực khô nhập lậu bị thu giữ khi đốt thì cháy gần như thành than và có mùi khét, khi ăn không có vị tanh và vị ngọt của cá mực tự nhiên.
Tại Hải Phòng, trong năm 2010, các cơ quan hữu quan đã có kết quả giám định mẫu mực khô xé do Chị cục Quản lý thị trường Hải Phòng thu giữ cho thấy, đây không phải là mực khô tự nhiên, hàm lượng xenlulo vượt quá chỉ tiêu cho phép, loại mực này để 4-5 tháng không bị mốc, trong khi mực tự nhiên không để trong tủ lạnh thì chỉ nửa tháng đã bị mốc do có chất bảo quản và họ đã tiến hành tiêu hủy hơn một tấn mực khô xé không đảm bảo chất lượng trên. Đây đều là hàng Trung Quốc nhập lậu.

### Mực xà
Ở Nha Trang, một số đối tượng đả sử dụng mực xà để làm khô mực, loại này khi nướng ăn, thì có vị không giống mực thường dùng. Mực xà sau khi phơi khô có vị hơi đắng, không ngon, ngọt và mềm như loại mực khô thông thường. cách phân biệt mực xà và mực thông thường là phần đuôi. Đuôi mực xà có màu đen sậm, dày, xòe to như đuôi cá, còn đuôi mực ống mỏng, ôm sát vào thân. Mực xà ăn được, nhưng không ngon nên ngư dân ít dùng. Mực xà ăn được, không gây ảnh hưởng đến sức khỏe con người.

### Mực cao su
Ngoài ra, tại Việt Nam, năm 2010 có rộ lên tin đồn mực khô bằng cao su, loại mực này được xé sẵn thành sợi dài, đựng trong túi nilon để ăn luôn chứ không phải nướng, nó không dai như mực khô mình mua nguyên con về nướng, đưa vào miệng có cảm giác chưa kịp nhai đã tan ra, một số con cho vào miệng nhai thì dai như cao su, thậm chí, khi đốt miếng mực, nó cháy nổ lép bép, không thành tro mà chảy dài, kéo ra được như ta đốt sợi nilon hay cao su.
Về bề ngoài, sợi mực trông có màu hồng khá đậm, mềm hơn bình thường, xốp chứ không dai. Đặc biệt, khi đem ra đốt thử sợi mực cháy rất nhanh. độ dai được ví như cao su, không có mùi đặc trưng và giống mực thật y như đúc. Song họ không thấy ai bán loại này mà chỉ có một loại mực xé sẵn, có độ dai. Theo một chuyên gia của Viện Hóa Học (Viện Khoa học Công nghệ VN), đây không phải là sản phẩm protein thật, mà có thể là một dạng sợi xenlulo hoặc sợi sắn dây được tẩm ướp.
Tuy nhiên, trước thông tin có loại mực cao su có nguồn gốc từ Trung Quốc dai nhanh nhách, không có mùi đặc trưng của mực xuất hiện trên thị trường… nhiều chuyên gia cho rằng, chưa thể khẳng định nguyên liệu gì đã làm ra những con mực này. Thanh tra Sở Y tế Hà Nội đã đi kiểm tra và lấy hai mẫu gửi tới cơ quan kiểm nghiệm. Và kết quả kiểm nghiệm sơ bộ của Viện Kiểm nghiệm aATVSThành phố Quốc gia với 3 mẫu mực cho thấy, đây không phải mực giả, mực cao su và cũng không được chế biến bằng xenlulo.
Trong khoảng thời gian từ cuối năm 2012 đến đầu năm 2013, cơ quan chức năng ở Việt Nam liên tiếp phát hiện loại mực khô giả làm từ nhựa hoặc cao su, cụ thể là cuối năm 2012, tại chợ Đông Ba (Huế) có hàng chục sạp hàng bị phát hiện bày bán loại thực phẩm giả. Mực giả trông giống như mực khô thật đã được xé và tẩm gia vị, có màu trắng hồng, với giá chỉ từ 230.000 - 250.000 đồng/kg, bằng 1/3 so với giá mực khô thật, nên rất nhiều người mua. Cho dù hình thức giống như mực khô thật xé sẵn, nhưng mùi vị của loại mực này khác hẳn với mực khô thông thường. Khi đốt, mực này bị cháy đen và có mùi khét như mùi polymer cháy, chứ không có mùi của mực nướng thật, khi nhai cũng không dai như mực thông thường. Loại mực xé này cũng được bán tràn lan. Khách mua chủ yếu là các chủ nhà hàng, quán ăn, họ mua để làm gỏi hoặc làm mồi nhậu bán cho khách.
Tháng 1 năm 2013, tại Hà Tĩnh, phát hiện và thu giữ 32 kg mực khô đã xé tơi nghi làm giả bằng nhựa trong lúc kiểm tra quầy hàng của 3 hộ kinh doanh, khi đốt thì thấy ngọn lửa khi cháy nổ lẹt bẹt, mùi khét lẹt. Năm 2013, tại Bà Rịa Vũng Tàu có tin Khô mực "lạ"nướng bốc mùi nylon, Loại mực xé thành sợi khi nướng thì cháy đen tuyền, mùi nylon bốc lên. Khi ngâm vào nước loại mực trên rất dai, kéo khó đứt, có mùi khác với mùi mực thật.  Tuy nhiên cơ quan chức năng ở tỉnh này đã khẳng định dựa trên các chỉ tiêu chất lượng và an toàn sản phẩm cho thấy các mẫu mực khô xé sợi đều có nguồn gốc từ động vật, không có chất xơ, không chứa phẩm màu công nghiệp. Tháng 8 năm 2013, tại Quảng Trị, cơ quan chức năng của tỉnh đã bắt giữ 1,5 tấn mực khô dãn như dây thun, số sợi mực này có dấu hiệu đàn hồi như dây thun có xuất xứ từ Hải Phòng thành phố Hồ Chí Minh và có nguồn gốc là mực xé sợi từ Trung Quốc.